# Joheun nom nabbeun nom isanghan nom
Joheun nom nabbeun nom isanghan nom (hangul, 좋은 놈, 나쁜 놈, 이상한 놈), comercialitzada com The Good, the Bad, the Weird, és una pel·lícula western d’acció de Corea del Sud del 2008 dirigida per Kim Ji-Woon i protagonitzada per Song Kang-ho, Lee Byung-hun i Jung Woo-sung. La pel·lícula està inspirada en el Spaghetti Western italià de 1966 El bo, el lleig i el dolent.
La pel·lícula es va estrenar al 61è Festival Internacional de Cinema de Canes i va tenir una estrena limitada als Estats Units el 23 d'abril de 2010.Va rebre crítiques positives amb la crítica lloant l'acció, la fotografia i la direcció. La pel·lícula suposa la segona col·laboració entre l'actor Lee Byung-hun i el director Kim Jee-woon, que prèviament havia col·laborat en el drama d'acció Dalkomhan insaeng (2005) i ho tornaria a fer més tard a la pel·lícula de Kim Angmareul boatda (2010).

## Argument
En el paratge desèrtic de la Manxúria ocupada en 1939, Park Chang-yi, El Dolent (Lee Byung-hun), un bandit i sicari, és contractat perquè adquireixi un mapa del tresor d'un funcionari japonès que viatja amb tren. No obstant això, abans de poder aconseguir-ho, Yoon Tae-goo, El Rar (Song Kang-ho), un lladre, roba el mapa i queda atrapat durant el descarrilament del tren causat per El Dolent. Això desencadena en la matança dels guàrdies japonesos i de Manxúria, i diversos civils. Park Do-won, El Bo (Jung Woo-sung) -un caçarecompenses amb ulls d'àguila- apareix en l'escena per a reclamar la recompensa que pes sobre Chang-yi. Mentrestant, Tae-goo escapa, eludint als seus perseguidors. Una quarta força, un grup de bandits de Manxúria, també vol obtenir el mapa a fi de vendre'l en el mercat negre. Tae-goo espera descobrir els secrets del mapa i recuperar el que ell creu ha de ser or i riqueses enterrades per la dinastia Qing just abans del col·lapse del seu govern. A mesura que la història continua, es produeix una sèrie de baralles per a recuperar el preciós mapa, amb recompenses col·locades als caps dels protagonistes i l'Exèrcit Imperial Japonès corrent per a reclamar el seu mapa, ja que aparentment pot "salvar l'Imperi Japonès".
Després d'una sèrie de tirotejos i persecucions, esclata una batalla final en la qual l'exèrcit japonès, els bandits de Manxúria, Do-won, Chang-yi i la seva colla persegueixen a Tae-goo al mateix temps. L'exèrcit japonès mata a la majoria dels bandits. Do-won mata a molts soldats japonesos i provoca una explosió que els allunya. La colla de Chang-yi mor lentament i mata als que intenten abandonar la persecució. Només Chang-yi, Tae-goo i Do-won arriben al "tresor". No obstant això, descobreixen que no és més que un forat tapiat en el desert. Chang-yi reconeix a Tae-goo com el "Tallador de dits", un criminal que li va tallar el dit en una baralla de ganivets fa cinc anys, i a l'home que Do-won va pensar que era Chang-yi. Enfrontant-se l'un amb l'altre en un acte final de venjança per les ofenses que van sofrir, finalment es disparen entre si en un prolongat duel. Els tres jeuen en la sorra, morint sols; és llavors que el "forat inútil" pel qual van lluitar esclata en un guèiser de petroli cru. Do-won sobreviu juntament amb Tae-goo. Amb una nova recompensa sobre Tae-goo, comença una nova persecució mentre fuig a través del desert de Manxúria.

## Repartiment
- Song Kang-ho com Yoon Tae-goo, el Rar
- Lee Byung-hun com Park Chang-yi, el Dolent
- Jung Woo-sung com Park Do-won, el Bo
- Yoon Je-moon com Byeong-choon, és la mà dreta del líder bandit de Manxúria
- Ryu Seung-soo com Man-gil, l'amic de Yoon Tae-goo.
- Song Yeong-chang com Kim Pan-joo
- Dt. Dong-seok com Gom (Bear)
- Son Byong-ho com a Seu Jae-sik
- Oh Dal-la seva com Park Seu-bang
- Jin Seon-kyu un membre de la banda Ghost Market.
- Uhm Ji-won com Na-yeon (cameo)
- Oh Yeon-ah com una passatgera japonesa al tren (cameo)

## Versions alternatives
Es van estrenar dues versions de la pel·lícula als cinemes: una per al mercat natiu coreà i l'altra per a vendes internacionals. El tall teatral coreà té una durada de 136 minuts i el tall internacional de 129 minuts.El final coreà és més "optimista" que la versió internacional, incloent diversos minuts més de metratge. En el final alternatiu, El Rar, Tae-goo, s'aixeca. Revela la gruixuda xapa metàl·lica que va amagar sota la seva jaqueta encoixinada i coixeja per enderrocar el cadàver de Chang-yi, El Dolent. Mentre ho fa, descobreix diamants a la butxaca de Chang-yi i riu de plaer abans d'adonar-se que està envoltat per l'exèrcit japonès. Involuntàriament, encenent un pal de dinamita, Tae-goo espanta els japonesos i es submergeix per protegir-se després d'adonar-se que estava encès. Durant els crèdits, Tae-goo marxa per continuar a la recerca del tresor amb la seva recompensa multiplicada per set, mentre El Bo, Do-won, el persegueix reivindicativament. El final de la versió internacional reflecteix el final que el director Kim Ji-woon volia originalment.
Al Regne Unit, la British Board of Film Classification va ordenar cinc segons de tall a l'estrena al cinema a causa d'escenes de caigudes de cavalls jutjades com a maltractament animal que infringia la Cinematograph Films (Animals) Act 1937.

## Recepció
La pel·lícula es va projectar fora de competició al Festival de Cinema de Canes el 24 de maig de 2008. També va rebre projeccions al Festival Internacional de Cinema de Toronto, Festival Internacional de Cinema de Hawaii, Festival de Cinema de Sitges, Festival Internacional de Cinema de Chicago i Festival de Cinema de Londres.
Els drets de distribució nord-americans van ser adquirits per IFC Films, que el va estrenar als cinemes de manera limitada el 23 d'abril de 2010.
The Good, the Bad, the Weird va rebre crítiques generalment positives. El lloc web Rotten Tomatoes va informar que el 84% dels 60 crítics de la mostra li van donar crítiques positives a la pel·lícula i va obtenir una qualificació mitjana de 7.2 sobre 10, afirmant que "Encara que mai es prengui massa de debò, aquest desenfrenat i alegre Western Coreà inspirat en Sergio Leone és molt divertit." A Metacritic, va rebre crítiques generalment favorables amb una puntuació total de 69. Variety va dir que "Aquesta trobada amb l'oest i després amb l'est una altra vegada, amb bons resultats per al paladar, a 'The Good the Bad the Weird', és un kimchi western que pren descaradament dels seus avantpassats spaghetti però es manté ferm i vigorosament coreà" i dona a la pel·lícula 3,5 de 5 estrelles. The A.V. Club li va donar una B+ dient que "Els molts avenços i desavenços de la història poden ser difícils de seguir, però aquesta no és realment una pel·lícula on la trama és primordial. Tot es redueix a l'acció i al que significa aquesta acció". El New York Post li va atorgar una qualificació de quatre estrelles de cinc, afirmant que "The Good, the Bad, the Weird pot deure-li molt a altres pel·lícules, però sempre es manté fresca i mai és avorrida". La revista Empire li va atorgar una qualificació de tres estrelles sobre cinc comentant que "una narració embullada i un final fluix resten valor a un Spaghetti Eastern Western". El crític de Time Out Tom Huddlestone va declarar que "això és filmar com un rodeo: caigudes i cops i, en última instància, sense sentit, però emocionant com l'infern mentre duri" donant-li a la pel·lícula quatre de cinc estrelles. The Hollywood Reporter li va donar una crítica positiva que declara la pel·lícula "una aventura alegre i alegre que inclou un grapat de dinamita en l'espectacular enfrontament".
D'altra banda, hi ha hagut crítiques dirigides a l'excés de violència i a la senzillesa del guió. En particular, Nicolas Rapold de Village Voice va esmentar que "la realització de pel·lícules de Kim és generalment caricatural en un mal sentit, ja que malgasta els seus escenaris, flashbacks i altres coses que criden l'atenció amb una posada en escena de vegades francament miserable" mentre que The Boston Globe va escriure que la pel·lícula "va per un pop poc profund en lloc de la profunditat narrativa. És molt divertida abans que et desgasti, i et desgasta més aviat del que hauria de ser." A més, Robert Abele, del Los Angeles Times, va esmentar que "S'han afegit ganivets, explosions i humor enganxós al gust. Tan enèrgicament posat en escena com tot, de vegades de manera confusa, de vegades amb un toc de torsió de la càmera i uns treballs d'acrobàcies impressionants, la necessitat d'emocionar es fa cansada. Si els membres de l'audiència també s'incloguessin com a personatge col·lectiu, serien 'El Cansat'."

## Taquilla
The Good, the Bad, the Weird va guanyar 128.486 $ a Amèrica del Nord i 44.132.723 $ a altres territoris, fent que el brut mundial a 44.261.209 $. Va ser la segona pel·lícula coreana més taquillera el 2008 després de Gwasok scandal, superant The Chaser i és una de les pel·lícules més taquilleras de tots els temps a Corea del Sud.

## Mitjans domèstics
La pel·lícula es va estrenar en DVD l'11 de març de 2009. El llançament coreà conté una versió més llarga de la pel·lícula i el llançament internacional té un tall lleugerament més curt amb subtítols en anglès.

## Premis i nominacions
2008 XLI Festival Internacional de Cinema Fantàstic de Catalunya
- Millor director – Kim Ji-Woon[24]
- Millors efectes especials – Jeong Do-an
- Nominació – Millor pel·lícula

2008 Festival Internacional de Cinema de Hawaii
- Premi Maverick – Kim Ji-Woon
- Millor actor secundari – Jung Woo-sung

2008 Asia Pacific Screen Awards
- Assoliment en fotografia – Lee Mo-gae
- Nominació – Assoliment en direcció – Kim Ji-Woon

2008 Buil Film Awards
- Millor fotografia – Lee Mo-gae
- Millor direcció artística – Cho Hwa-sung
- Premi tècnic – Jeong Do-an (Special Effects)
- Premi Especial del Jurat – Ji Jung-hyeon
- Nominació – Millor actor – Jung Woo-sung
- Nominació – Millor actor secundari – Song Young-chang
- Nominació – Millor muntatge – Nam Na-yeong
- Nominació – Millor música – Dalparan and Jang Young-gyu
- Nominació – Buil Readers' Jury Award

2008 Blue Dragon Film Awards
- Millor director – Kim Ji-Woon
- Millor fotografia – Lee Mo-gae
- Millor direcció artística – Cho Hwa-sung
- Pel·lícula més poplar
- Nominació – Millor pel·lícula
- Nominació – Millor actor – Lee Byung-hun
- Nominació – Millor actor – Song Kang-ho
- Nominació – Millor música – Dalparan and Jang Young-gyu
- Nominació – Millor il·luminació – Oh Seung-chul
- Nominació – Premi Tècnic – DTI

2008 Premis del Cinema Coreà
- Millor fotografia – Lee Mo-gae
- Millor direcció artística – Cho Hwa-sung
- Millor so
- Nominació – Millor director – Kim Ji-Woon
- Nominació – Millor actor – Song Kang-ho
- Nominació – Millor música – Dalparan and Jang Young-gyu

2008 Premis Director's Cut
- Millor director – Kim Ji-Woon

2009 Asian Film Awards
- Millor actor secundari – Jung Woo-sung
- Nominació – Millor pel·lícula
- Nominació – Millor director – Kim Ji-Woon
- Nominació – Millor actor – Song Kang-ho
- Nominació – Millor actor secundari – Lee Byung-hun
- Nominació – Millor fotografia – Lee Mo-gae
- Nominació – Millor compositor – Dalparan and Jang Young-gyu
- Nominació – Millors efectes visuals – Kim Wook

2009 Baeksang Arts Awards
- Nominació – Millor pel·lícula
- Nominació – Millor director – Kim Ji-Woon
- Nominació – Millor actor – Song Kang-ho

2009 Grand Bell Awards
- Millor disseny de vestuari – Kwon Yu-jin
- Nominació – Millor fotografia – Lee Mo-gae
- Nominació – Millor muntatge – Nam Na-yeong
- Nominació – Millor direcció artística – Cho Hwa-sung
- Nominació – Millors efectes visuals – Kim Wook
- Nominació – Millor so – Kim Kyung-tae